# Дом № 35 по улице Полтавский Шлях
Дом № 35 по улице Полтавский Шлях  (укр. Будинок № 35 по вулиці Полтавський Шлях) — трёхэтажное здание находящееся в городе Харьков на улице Полтавский Шлях, 35. Памятник архитектуры местного значения. Архитектор — Здислав Харманский. Общая площадь — 2563,4 кв.м.

## История

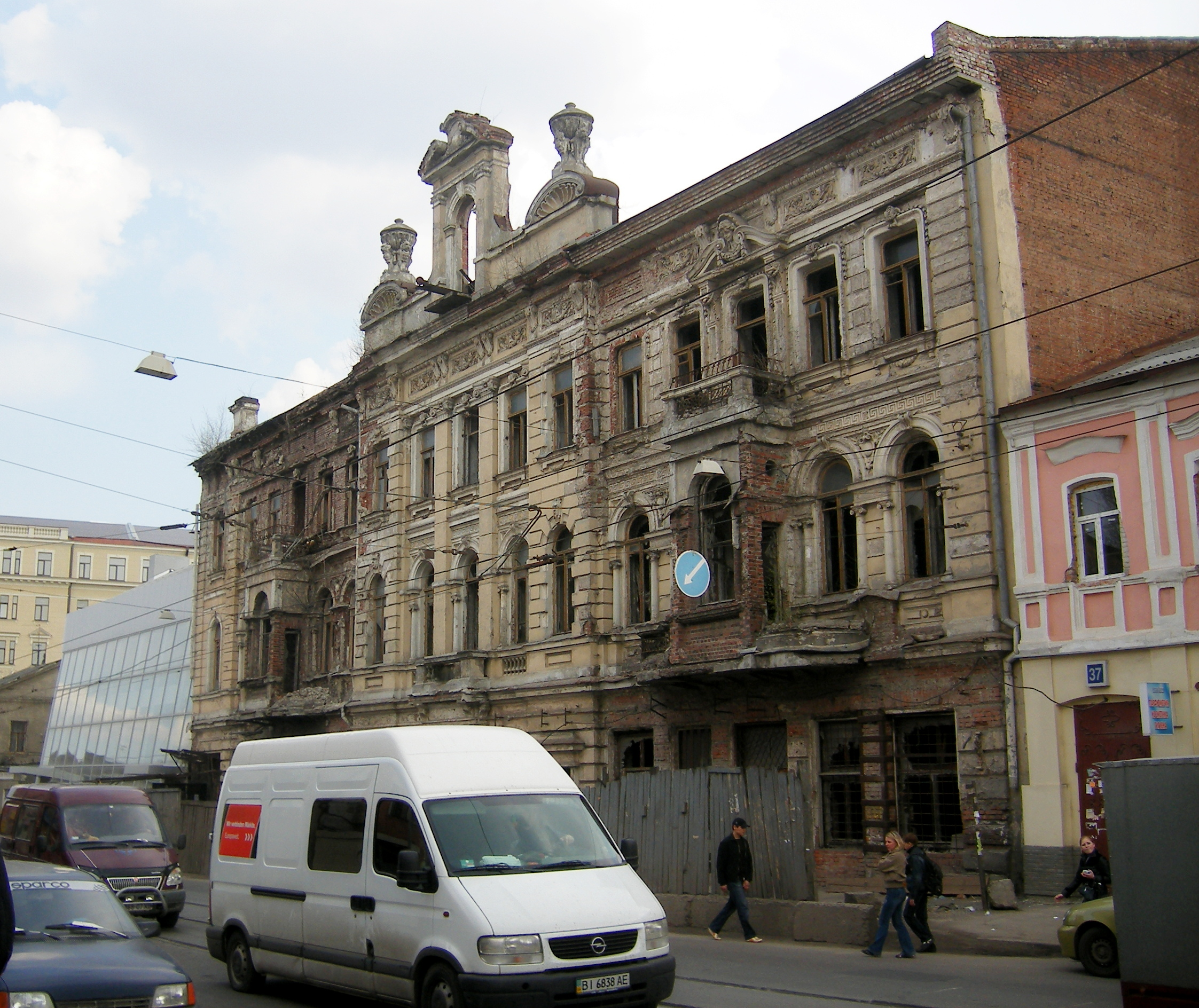
Здание в 2007 году

Датами постройки дома называют 1901 год или 1910 год. Доходный дом построен по проекту архитектора Здислава Харманского в стиле модерн и принадлежал обществу по производству резиновых изделий «Треугольник». В советское время на первом этаже находился магазин «Турист», а на втором и третьем этажах — прокуратура Октябрьского района Харькова. Во время пожара в середине 1980-х здание сгорело, после чего его прекратили использовать.
В 2012 году АО «Трест Жилстрой-1» начал реконструкцию здания. В 2014 году харьковский городской совет продал здание компании «Жилстрой-1». В 2016 году реконструкция здания была завершена.